# Dieselmotorfiets
Een dieselmotorfiets is een motorfiets die gebruikmaakt van een dieselmotor voor de voortstuwing. 
Al vanaf het begin van de twintigste eeuw zijn er meer of minder succesvolle experimenten gedaan om motorfietsen met dieselmotoren aan te drijven. Vooral in de laatste decennia is het lage verbruik en de lage brandstofprijs hierbij een grote drijfveer. En mede door de verbeterde techniek zoals CDI / TDI / intercooler / elektronica en turbo zijn de voorheen zware en stinkende motoren nu soepele en stille krachtbronnen die op het gebied van kracht (Nm) de benzine krachtbronnen voorbijstreven.

## Problemen
Pogingen uit het verleden faalden vrijwel allemaal. Daarvoor zijn verschillende oorzaken aan te wijzen, maar de belangrijkste zijn:
- een beperkt motorvermogen en een relatief hoog gewicht
- het gebruik van bestaande dieselmotoren die nooit voor motorfietsen bedoeld zijn.

In de meeste gevallen werden bestaande dieselmotoren gebruikt. Dit kunnen motoren uit auto's zijn, maar in veel gevallen gaat het om enigszins aangepaste aggregaten. Van automotoren is bekend dat ze in motorfietsen niet voldoen omdat ze - ook al zijn het benzinemotoren - een compleet verkeerde vermogensafgifte hebben. Aggregaten lopen eigenlijk alleen goed bij één bepaald toerental. Door aanpassingen aan moderne dieselmotoren, in samenhang met common-rail brandstofinjectie is de verhouding tussen het gewicht en het geleverde vermogen beter in balans, en worden kleine dieselmotoren meer en meer geschikt voor het gebruik in motorfietsen.

## Vooruitgang
Het aantal bedrijven dat zich bezighoudt met de ontwikkeling van dieselmotorfietsen stijgt gestaag.
Veelbelovende prototypes zijn reeds op de weg te vinden. Als deze trend zich voortzet zullen de benzine aangedreven motorfietsen er een ferme "tegenstander" bij krijgen.
De technische ontwikkelingen op aluminium giettechniek, elektronica en brandstof injectietechniek gebied hebben er toe geleid dat de dieselmotoren niet meer onderdoen voor de benzineversie. 
Het lage brandstofverbruik en lage CO2-uitstoot van de huidige generatie dieselmotoren past goed in het milieubeleid van deze tijd (2006/2007).

## Huidige ontwikkelingen
In Nederland is een aantal dieselmotorfietsen ontwikkeld door motorfietsenfabrikant Track Dieselmotorfietsen in Valkenburg (Zuid-Holland), maar ook door Star Twin in Loenen. Recentelijk is de Thunderstar in actie geweest op Man in the alternatieve brandstoffen klasse. In Duitsland gebeurt de ontwikkeling bij Neander in Kiel. Sooraj en Sommer produceren motorfietsen met aggregaatmotoren op basis van een Enfield motorfiets. In 2006 werd bij het Zwitserse bedrijf Egli gewerkt aan een zijspancombinatie op basis van een Chang Jiang rijwielgedeelte en een Hatz tweecilinder dieselmotor.

## Merken en bedrijven
Toch zijn er (in het verleden zowel als in het heden) diverse bedrijven geweest die zich bezighouden of -hielden met de productie van dieselmotorfietsen of diesel-inbouwmotoren:
Boccardo, Dopper, Dunjo, Track Dieselmotorfiets, Frali, Gallmotor, Greaves-Lombardini, Haubrich, Lohmann, Lupetto, Neander (Kiel), Oman, RB Developments, Röhr, Sommer, Sooraj en Star Twin

## Militaire toepassing
In Amerika is  een dieselmotorfiets ontwikkeld voor militair gebruik. Dit wordt gedaan omdat tegenwoordig bijna alle militaire verbrandingsmotoren gebruikmaken van diesel en kerosine in diverse typen als brandstof. Door het gebruik van gewone motorfietsen zou men uitsluitend voor deze voertuigen een aanvoerlijn voor benzine in stand moeten houden. De motor is echter niet in productie genomen en het ontwerp almede de productie is overgenomen door een Indiase firma.